# オイゲン・ブラヒト
オイゲン・ブラヒト（Eugen Felix Prosper Bracht、1842年6月3日 - 1921年11月15日）はスイス生まれのドイツの画家である。

## 略歴
スイス、レマン湖畔のヴォー州のモルジュにドイツ人の両親のもとに生まれた。８歳の時両親とドイツのダルムシュタットに移った。1859年から、カールスルーエの美術学校で、ヨハン・ヴィルヘルム・シルマーらに学び1860年の夏は、学生仲間のエミール・ルーゴやハンス・トーマとバーデン＝ヴュルテンベルク州の山地シュヴァルツヴァルトで写生して過ごした。
1861年にデュセルドルフに移り、風景画家のハンス・ギューデに学ぶが、一旦画家をめざすのを止め、1864年にベルリンに移り商売を始め1870年に自分で事業を始めるがるが,商売はうまくゆかなかった。
1876年にハンス・ギューデのもとに戻り、風景画家としてバルト海やニーダーザクセン州の荒地、リューネブルガーハイデの風景を描き画家として評価された。1880年から1881年にかけて、シルム(Carl Coven Schirm）やメッケル(Adolf Meckel von Hemsbach)とともにエジプト、パレスチナ、シリアを旅し、多くの風景画を描いた。
1882年にベルリン芸術アカデミーの風景画の教授になり、1901年から1919年の間はドレスデンの美術アカデミーで教えた。
中東の風物を描く「オリエンタリズム」の絵画の他、象徴的なスタイルの風景画や、工場を描いた作品もある。

## 作品
- 「シリア砂漠の休息」(1883)
- 「ギザの思い出」(1883)
- 「忘却の海岸（ドイツ語版）」(1911)

- 「崖の上での停止」(1887)
- 「明けの明星」(1900)
- 「ヘッシュの製鉄所」(1905)
- 「耕す人」(1916)